# История велосипеда
История велосипеда — история появления велосипеда.

## До 1817 года
Сведения о велосипедах и самокатах до 1817 года сомнительны. Так, рисунок двухколёсного велосипеда с рулём и цепной передачей, приписываемый Леонардо да Винчи или его ученику Джакомо Капротти, по мнению многих, является подделкой. На витраже в церкви Св. Егидия в английской деревне Сток-Поджес изображена человеческая фигура на чём-то вроде самоката, которую Н. Певзнер называет «изображением потешной лошадки, выполненным в XVII веке (C17 representation of a hobby horse)». Самокат якобы 1791 года, приписываемый графу де Сивраку (Comte de Sivrac) — фальсификация 1891 года, выдуманная французским журналистом Луи Бодри. В действительности никакого графа де Сиврака не было, прототипом его стал Джин Хенри Сиврак, получивший в 1817 году разрешение на импорт четырёхколёсных экипажей.
Легендой стала история о крепостном крестьянине-умельце Ефиме Артамонове родом с Урала, из Тагильского заводского посёлка (ныне город Нижний Тагил), который сконструировал велосипед примерно в 1800 году. Согласно этой легенде, изобретатель совершил успешный пробег на своём велосипеде из уральского рабочего посёлка Тагильского заводского посёлка в Москву (около двух тысяч вёрст). Это был первый в мире велопробег. В это путешествие крепостного Артамонова послал его хозяин — владелец завода Акинфий Демидов, который пожелал удивить царя Александра I «диковинным самокатом» ("Велосипед Артамонова"). За изобретение велосипеда Артамонову со всей его семьёй и всем потомством была дарована свобода от крепостной зависимости. Велосипед Артамонова якобы хранится в Краеведческом музее Нижнего Тагила. Как показал химический анализ железа, велосипед из нижнетагильского музея оказался самоделкой конца XIX века (сделан не ранее 1870 года), выполненной по английским образцам. 
Что касается самого Ефима Артамонова, то он впервые упоминается в книге В. Д. Белова «Исторический очерк уральских горных заводов» (издание 1898 г., Санкт-Петербург): «Во время коронования императора Павла, следовательно в 1801 г., мастеровой уральских заводов Артамонов бегал на изобретённом им велосипеде, за что по повелению императора получил свободу со всем потомством». В действительности Павел I короновался в 1797 году, а в 1801 — Александр I. Белов не приводит никаких ссылок на документы, подтверждающие его поразительную находку. Не найдены они и впоследствии. Никаких упоминаний об Артамонове не удалось найти ни в камер-фурьерских церемониальных журналах 1796, 1797 и 1801 годов, ни в «повестке по случаю кончины Его императорского величества государя императора Павла Петровича», ни в описании коронации Его императорского величества Александра Павловича, ни в «Списке о всех милостях, излиянных покойным государем Павлом I в день его коронации 5 апреля 1797 года», ни в архивах канцелярии Н. Н. Новосильцева, созданной в 1801 году и занимавшейся рассмотрением технических изобретений, ни в подборке материалов о крепостных изобретателях, публиковавшейся в «Отечественных записках» П. П. Свиньина (1818—1830). Не найдено и никаких других документов, которые бы подтверждали рассказ Белова.
Прототипом легенды, возможно, послужили крепостной изобретатель Егор Кузнецов-Жепинский, действительно получивший вольную (вместе с племянником Артамоном) в 1801 году за свои изобретения. Однако Кузнецов сконструировал не велосипед, а дрожки с верстометром и музыкальным органом.

## 1817 Самокат Дреза
В 1817 году немецкий профессор барон Карл фон Дрез из Карлсруэ создал макет, а в 1818 запатентовал первый двухколёсный самокат, который он назвал «машиной для бега» (Laufmaschine). Самокат Дреза был двухколёсным, снабжён рулём и выглядел в целом, как велосипед без педалей; рама была деревянной. В английском и французском языках изобретение назвали дрезиной (соответственно Draisine и draisienne) в честь изобретателя.  Через некоторое время изобретение стало популярным в Великобритании, где его прозвали «денди-хорз». Многие британские производители карет стали выпускать свои самокаты; самым заметным из них стал Денис Джонсон из Лондона, объявивший в конце 1818 о выпуске усовершенствованной модели. Слово «велосипед» (vélocipède) придумано французским изобретателем Жозефом Нисефором Ньепсом для обозначения усовершенствованного самоката Дреза, снабжённого седлом с изменяемой высотой. Возможной причиной изобретения стало то, что предыдущий, 1816 год был «Годом без лета». Тогда из-за извержения вулкана Тамбора на индонезийском острове Сумбава почти все Северное полушарие постигла самая сильная климатическая аномалия в истории, что катастрофически сказалось на урожае, вызвало голод и снизило поголовье лошадей.

## Первые велосипеды с педалями
В 1839—1840 годах кузнец Nwiff Butter в маленькой деревушке на севере Ирландии усовершенствовал изобретение Дреза, добавив педали и седло. Таким образом, Нвифф создал велосипед, похожий на современный. Педали толкали заднее колесо, с которым они были соединены металлическими стержнями посредством шатунов. Переднее колесо поворачивалось рулём, велосипедист сидел между передним и задним колесом. Велосипед Нвифф опередил своё время и остался малоизвестным.
В 1845 году англичанин Р. У. Томпсон запатентовал надувную шину, но она оказалась технологически несовершенной.
В 1862 году Пьер Лалман, 19-летний мастер по изготовлению детских колясок из Нанси (Франция), увидел «денди-хорз» и придумал оснастить его педалями — на переднем колесе. Лалман ничего не знал о велосипеде Макмиллана, и на его машине педали нужно было крутить, а не толкать. В 1863 году Лалман перебрался в Париж, где смастерил первый велосипед, напоминающий современные.
В 1864 году лионские промышленники братья Оливье оценили потенциал машины Лалмана и в сотрудничестве с каретным инженером Пьером Мишо начали массовый выпуск «денди-хорзов» с педалями. Мишо догадался сделать раму велосипеда металлической. По некоторым сведениям, Мишо и придумал для устройства название «велосипед».
Поработав у Мишо-Оливье короткое время, Лалман отправился в Америку, где в ноябре 1866 года запатентовал своё изобретение. Очевидно, Пьера Лалмана и стоит считать фактическим изобретателем велосипеда.
С 70-х годов XIX века стала приобретать популярность схема «пенни-фартинг». Название описывает соразмерность колёс, ибо монета пенни была намного больше фартинга. На втулке «пенни» — переднего колеса, были педали, и седло ездока было почти прямо сверху от них. Большая высота сиденья и центр тяжести, смещённый к переднему колесу, делали такой велосипед весьма опасным. Альтернативой им были трёхколёсные самокаты.
В 1867 году изобретателем Каупером была предложена удачная конструкция металлического колеса со спицами. В 1878 году английский изобретатель Лоусон ввёл в конструкцию велосипеда цепную передачу.

## Безопасный велосипед Джона Кемпа Старли
Первый велосипед, похожий на используемые в наши дни, назывался Rover — «Скиталец». Он был сделан в 1884 году английским изобретателем Джоном Кемпом Старли и выпускался с 1885 года. В отличие от велосипеда «пенни-фартинг», Ровер обладал цепной передачей на заднее колесо, одинаковыми по размеру колёсами, и водитель сидел между колёсами. Велосипеды такой конструкции получили название безопасных (англ. Safety), а слово Rover во многих языках и поныне обозначает велосипед (польское Rower, белорусское Ровар, западноукраинское Ровер [Ров`эр]). Фирма Rover стала огромным автомобильным концерном и просуществовала до 15 апреля 2005 г, когда была ликвидирована из-за банкротства. В России безопасные велосипеды из-за одинакового размера обоих колёс получили название бисиклетов или бициклетов (от фр. bicyclette), однако, впоследствии это слово практически вышло из употребления.
В 1888 году шотландец Джон Бойд Данлоп изобрёл надувные шины из каучука. Они были технически совершеннее, чем запатентованные в 1845 году, и получили широкое распространение. После этого велосипеды избавились от клички «костотрясы». Это изобретение сделало езду на велосипедах намного удобнее, что способствовало их популяризации. 1890-е годы назвали золотым веком велосипедов.
Хотя велосипеды 1890-х во многих отношениях были похожи на современные, но, так как они обычно делались из ржавеющей стали (нержавеющую сталь варить ещё не умели) и не были покрашены, то требовали трудоёмкого ухода (чистка, смазка, промывание бензином или керосином) после каждой поездки. Описание «обычной чистки велосипеда» в книге 1895 года занимает 4 страницы.
В 1898 были изобретены педальные тормоза и механизм свободного хода, позволявший не вращать педали, когда велосипед катится сам. В те же годы изобрели и ручные тормоза, но широкое применение они нашли не сразу.
Первый складной велосипед сделан в 1878 году, первые алюминиевые — в 1890-х годах, а первый лигерад (иногда называемый рикамбент, велосипед, на котором можно ездить в лежачем положении) — в 1895 году (а в 1914 году началось массовое производство лигерадов фирмой «Пежо»).

## XX век
К началу XX века относятся первые механизмы переключения скоростей. Однако они были несовершенными. Одним из первых способов переключения скоростей, применяемых на спортивных велосипедах, было оборудование заднего колеса двумя звёздочками — по одной с каждой стороны. Для переключения скорости надо было остановиться, снять заднее колесо и перевернуть его, вновь зафиксировав и натянув цепь. Планетарный механизм переключения передач изобретён в 1903 и стал популярным в 1930-е годы. Переключатель скоростей в том виде, в каком он применяется сегодня на большинстве велосипедов, изобретён лишь в 1950 г. известным итальянским велогонщиком и производителем велосипедов Туллио Кампаньоло.
Велосипеды продолжали совершенствоваться и во второй половине XX века. В 1974 году началось массовое производство велосипедов из титана, а в 1975 — из углепластика. В 1983 году был изобретён велокомпьютер. В начале 1990-х получили распространение системы индексного переключения скоростей.
В течение XX века интерес к велосипедам переживал свои пики и спады. Начиная примерно с 1905 года, велосипеды во многих странах, в частности в США, стали выходить из моды из-за развития автомобильного транспорта. Дорожная полиция часто относилась к велосипедистам как к помехе движению автомобилей. К 1940 году велосипеды в Северной Америке считались игрушками для детей. С конца 1960-х годов велосипеды снова вошли в моду в развитых странах, благодаря пропаганде здорового образа жизни и всеобщему осознанию важности экологических проблем.
В СССР в конце XX века наиболее распространёнными моделями велосипедов были (отсортированы по возрастанию размера): «Малыш», Дружок, Бабочка, Лёвушка, «Чемпион», Ветерок, Олимпик, Школьник, Орлёнок, Кросс, Кама, Десна, Салют, Уралец, Украина, «Минск», Аист, Урал, Турист, Спутник, Спорт, Старт-шоссе.  
Существовало несколько моделей для детей с отсоединяемыми боковыми колёсами — «Дружок», «Конёк-Горбунок», «Мишка», «Лёвушка», «Олимпик», «Зайка-3».